# Danske medlemmer af Europa-Parlamentet 1999-2004
Dette er en liste over medlemmer af Europa-Parlamentet for Danmark fra 1999 til 2004, sorteret efter navn. Se Europa-Parlamentsvalget 1999 i Danmark for valgresultaterne.
1. Bent Hindrup Andersen (Demokratiernes og Mangfoldighedens Europa)
2. Ole Andreasen (European Liberal, Democrat and Reform Party)
3. Freddy Blak (Forenede Europæiske Venstrefløj/Nordisk Grønne Venstre)
4. Jens-Peter Bonde (Demokratiernes og Mangfoldighedens Europa)
5. Niels Busk (European Liberal, Democrat and Reform Party)
6. Mogens Camre (Union for a Europe of Nations)
7. Lone Dybkjær (European Liberal, Democrat and Reform Party)
8. Pernille Frahm (Forenede Europæiske Venstrefløj/Nordisk Grønne Venstre)
9. Anne E. Jensen (European Liberal, Democrat and Reform Party)
10. Ole Krarup (Forenede Europæiske Venstrefløj/Nordisk Grønne Venstre)
11. Torben Lund (De Europæiske Socialdemokrater)
12. Karin Riis-Jørgensen (European Liberal, Democrat and Reform Party)
13. Christian Rovsing (Europæisk Folkeparti)
14. Ulla Sandbæk (Demokratiernes og Mangfoldighedens Europa)
15. Ole B. Sørensen (European Liberal, Democrat and Reform Party)
16. Helle Thorning-Schmidt (De Europæiske Socialdemokrater)